# Большеносая акула
Большеносая акула (лат. Carcharhinus altimus) — вид акул из семейства серых акул (Carcharhinidae). Распространена по всему миру в тропических и субтропических водах. Это крупная мигрирующая акула, населяющая глубокие воды континентального шельфа. Обычно находится на глубине 90—430 м, но ночью может подниматься на поверхность или мелководье. Большеносая акула имеет однотонную окраску, вырастает в длину до 2,7—2,8 м. У неё длинный, широкий нос с заметными ноздревыми канавками, верхние зубы имеют треугольную форму. Грудные плавники длинные и практически прямые, между спинными плавниками проходит гребень.
Большеносая акула предпочитает охотиться у дна, она питается костистыми и хрящевыми рыбами, а также головоногими моллюсками. Это живородящий вид акул. В помёте от 3 до 15 акулят, беременность длится 10 месяцев. Несмотря на крупные размеры, эта акула обитает слишком глубоко, чтобы представлять большую опасность для человека. Иногда большеносые акулы становятся добычей промышленного рыболовства. Используют мясо, плавники, кожу, печень и субпродукты. Международный союз охраны природы (IUCN) в настоящее время не обладает информацией, достаточной для оценки глобального статуса сохранности этого вида. Тем не менее, учитывая медленную скорость репродукции, в северо-западной Атлантике уже отказались от добычи этой акулы.

## Таксономия
Специалист по акулам Стюарт Спрингер описал новый вид как Eulamia altima в научном журнале «American Museum Novitates». Позднее вид Eulamia стали рассматривать в качестве синонима Carcharhinus. Видовой эпитет происходит от слова лат. altus — «глубокий» и указывает на то, что это глубоководный вид. В качестве образца для описания вида была взята молодая самка длиной 1,3 метра, пойманная 2 апреля 1947 года на рифе Косгроув, входящем в коралловый архипелаг Флорида-Кис. Альтернативное название — акула Кноппа, изначально использовавшееся флоридскими рыболовами до того, как этот вид был описан официально.
|  | Carcharhinus altimus  |
|  |                       |
|  | Carcharhinus plumbeus |
|  |                       |

|  | Carcharhinus perezi |
|  | |
|  | \| \| Carcharhinus galapagensis \| \| \| \| \| \| Carcharhinus obscurus \| \| \| \| \| \| Carcharhinus longimanus \| \| \| \| \| \| Prionace glauca \| \| \| \| |
|  | |
|  | Carcharhinus galapagensis |
|  | |
|  | Carcharhinus obscurus |
|  | |
|  | Carcharhinus longimanus |
|  | |
|  | Prionace glauca |
|  | |

|  | Carcharhinus galapagensis |
|  |                           |
|  | Carcharhinus obscurus     |
|  |                           |
|  | Carcharhinus longimanus   |
|  |                           |
|  | Prionace glauca           |
|  |                           |

|  | Carcharhinus perezi |
|  | |
|  | \| \| Carcharhinus galapagensis \| \| \| \| \| \| Carcharhinus obscurus \| \| \| \| \| \| Carcharhinus longimanus \| \| \| \| \| \| Prionace glauca \| \| \| \| |
|  | |
|  | Carcharhinus galapagensis |
|  | |
|  | Carcharhinus obscurus |
|  | |
|  | Carcharhinus longimanus |
|  | |
|  | Prionace glauca |
|  | |

|  | Carcharhinus galapagensis |
|  |                           |
|  | Carcharhinus obscurus     |
|  |                           |
|  | Carcharhinus longimanus   |
|  |                           |
|  | Prionace glauca           |
|  |                           |

|  | Carcharhinus altimus  |
|  |                       |
|  | Carcharhinus plumbeus |
|  |                       |

|  | Carcharhinus perezi |
|  | |
|  | \| \| Carcharhinus galapagensis \| \| \| \| \| \| Carcharhinus obscurus \| \| \| \| \| \| Carcharhinus longimanus \| \| \| \| \| \| Prionace glauca \| \| \| \| |
|  | |
|  | Carcharhinus galapagensis |
|  | |
|  | Carcharhinus obscurus |
|  | |
|  | Carcharhinus longimanus |
|  | |
|  | Prionace glauca |
|  | |

|  | Carcharhinus galapagensis |
|  |                           |
|  | Carcharhinus obscurus     |
|  |                           |
|  | Carcharhinus longimanus   |
|  |                           |
|  | Prionace glauca           |
|  |                           |

|  | Carcharhinus perezi |
|  | |
|  | \| \| Carcharhinus galapagensis \| \| \| \| \| \| Carcharhinus obscurus \| \| \| \| \| \| Carcharhinus longimanus \| \| \| \| \| \| Prionace glauca \| \| \| \| |
|  | |
|  | Carcharhinus galapagensis |
|  | |
|  | Carcharhinus obscurus |
|  | |
|  | Carcharhinus longimanus |
|  | |
|  | Prionace glauca |
|  | |

|  | Carcharhinus galapagensis |
|  |                           |
|  | Carcharhinus obscurus     |
|  |                           |
|  | Carcharhinus longimanus   |
|  |                           |
|  | Prionace glauca           |
|  |                           |

|  | Carcharhinus altimus  |
|  |                       |
|  | Carcharhinus plumbeus |
|  |                       |

|  | Carcharhinus perezi |
|  | |
|  | \| \| Carcharhinus galapagensis \| \| \| \| \| \| Carcharhinus obscurus \| \| \| \| \| \| Carcharhinus longimanus \| \| \| \| \| \| Prionace glauca \| \| \| \| |
|  | |
|  | Carcharhinus galapagensis |
|  | |
|  | Carcharhinus obscurus |
|  | |
|  | Carcharhinus longimanus |
|  | |
|  | Prionace glauca |
|  | |

|  | Carcharhinus galapagensis |
|  |                           |
|  | Carcharhinus obscurus     |
|  |                           |
|  | Carcharhinus longimanus   |
|  |                           |
|  | Prionace glauca           |
|  |                           |

|  | Carcharhinus perezi |
|  | |
|  | \| \| Carcharhinus galapagensis \| \| \| \| \| \| Carcharhinus obscurus \| \| \| \| \| \| Carcharhinus longimanus \| \| \| \| \| \| Prionace glauca \| \| \| \| |
|  | |
|  | Carcharhinus galapagensis |
|  | |
|  | Carcharhinus obscurus |
|  | |
|  | Carcharhinus longimanus |
|  | |
|  | Prionace glauca |
|  | |

|  | Carcharhinus galapagensis |
|  |                           |
|  | Carcharhinus obscurus     |
|  |                           |
|  | Carcharhinus longimanus   |
|  |                           |
|  | Prionace glauca           |
|  |                           |

|  | Carcharhinus altimus  |
|  |                       |
|  | Carcharhinus plumbeus |
|  |                       |

|  | Carcharhinus perezi |
|  | |
|  | \| \| Carcharhinus galapagensis \| \| \| \| \| \| Carcharhinus obscurus \| \| \| \| \| \| Carcharhinus longimanus \| \| \| \| \| \| Prionace glauca \| \| \| \| |
|  | |
|  | Carcharhinus galapagensis |
|  | |
|  | Carcharhinus obscurus |
|  | |
|  | Carcharhinus longimanus |
|  | |
|  | Prionace glauca |
|  | |

|  | Carcharhinus galapagensis |
|  |                           |
|  | Carcharhinus obscurus     |
|  |                           |
|  | Carcharhinus longimanus   |
|  |                           |
|  | Prionace glauca           |
|  |                           |

|  | Carcharhinus perezi |
|  | |
|  | \| \| Carcharhinus galapagensis \| \| \| \| \| \| Carcharhinus obscurus \| \| \| \| \| \| Carcharhinus longimanus \| \| \| \| \| \| Prionace glauca \| \| \| \| |
|  | |
|  | Carcharhinus galapagensis |
|  | |
|  | Carcharhinus obscurus |
|  | |
|  | Carcharhinus longimanus |
|  | |
|  | Prionace glauca |
|  | |

|  | Carcharhinus galapagensis |
|  |                           |
|  | Carcharhinus obscurus     |
|  |                           |
|  | Carcharhinus longimanus   |
|  |                           |
|  | Prionace glauca           |
|  |                           |

На основании данных филогенетических исследований, опубликованных Джеком Гарриком в 1982 году, и Леонард Компаньо в 1988 году Carcharhinus altimus был отнесён к группе obscures рода Carcharhinus, сосредоточенной вокруг темной (Carcharhinus obscurus) и галапагосской (Carcharhinus galapagensis) акул. В группу входят крупные акулы с зубами треугольной формы и гребнем между спинными плавниками. Исследование на основании аллозимной изменчивости, проведённое в 1992 году, подтвердило существование группы акул с межплавниковым гребнем. Обнаружено, что Carcharhinus altimus является близкородственным видом серо-голубой акулы (Carcharhinus plumbeus).

## Ареал
Фрагментарные данные со всего света указывают на то, что большеносые акулы, вероятно, распространены повсеместно в тропических и субтропических водах. В Атлантическом океане они встречаются от Делавэрского залива до Бразилии, в Средиземном море и у берегов Западной Африки. В Индийском океане они обитают у берегов Южной Африки и Мадагаскара, в Красном море, у берегов Индии и на Мальдивских островах. В Тихом океане распространены от Китая до Австралии, вокруг Гавайских островов, и от Калифорнийского залива до Эквадора.
Как правило, Carcharhinus altimus держатся у края континентального шельфа и над континентальным склоном, вблизи морского дна на глубинах 90—430 м. Молодые акулы могут подниматься до 25 м. В ночное время эти акулы встречаются близко у поверхности воды, на этом основании можно предположить, что для них характерны суточные вертикальные миграции Есть неподтверждённые сообщения о том, что в северо-западной Атлантике большеносые акулы мигрируют сезонно, проводя лето у восточного побережья США, а зиму в Мексиканском заливе и Карибском море. Зафиксированы перемещения отдельных акул на расстояния от 1600 до 3200 км.

## Внешний вид
У довольно грузных большеносых акул сравнительно длинное, широкое и тупое рыло с ярко выраженными ноздревыми канавками. Довольно большие, круглые глаза оснащены мигательной мембраной. Рот заметно изогнут, по углам расположены небольшие борозды. На верхней челюсти 14—16 рядов зубов по обеим сторонам, зубы треугольные, широкие, с зазубренными краями; по центру челюсти они торчат вертикально и постепенно скашиваются к краям. На нижней челюсти 14—15 зубных рядов по обеим сторонам, зубы узкие, прямые, с очень тонкими зазубринами. Жаберных щелей пять пар, умеренной длины.
Длинные и широкие грудные плавники с торчащими концами имеют практически прямолинейные контуры. Основание первого спинного плавника находится примерно на одной линии с задней частью основания грудных плавников, спинной плавник довольно высокий, серповидный, с тупой вершиной и длинным кончиком, не прикреплённым к туловищу, позади у основания. Второй спинной плавник относительно велик, также имеет короткий свободный задний кончик и находится немного впереди анального плавника. Между плавниками проходит высокий гребень. У основания верхнего края хвостового стебля вырез в виде полумесяца. Хвостовой плавник имеет большую нижнюю лопасть и сильный вырез рядом с вершиной верхней лопасти. Овальные чешуйки в виде кожных зубцов расположены близко, но не накладываются друг на друга, между ними видна кожа. Каждая чешуйка покрыта тремя горизонтальными бороздками, оканчивающимися зубцами. Окраска серая с бронзовым отливом, по бокам проходит бледная полоса, брюхо белое; иногда жабры отливают зелёным цветом. Кончики плавников (за исключением брюшных) темнее, это наиболее заметно у молодых акул. Средняя длина самцов и самок составляет 2,7 м и 2,8 м соответственно, возможно особи этого вида достигают 3 м в длину. Максимальная масса тела составляет 168 кг.

## Биология
Большеносые акулы питаются преимущественно костистыми донными рыбами (ящероголовые, горбыли, камбалы), хрящевыми рыбами (катраны, кошачьи акулы (Holohalaelurus), скаты-хвостоколы, химеры) и головоногими моллюсками.

### Размножение
Подобно прочим акулам данного рода большеносые акулы являются живородящими; после того, как эмбрион исчерпывает запас желтка, пустой желточный мешок превращается в плацентарное соединение, через которое мать обеспечивает питание зародыша. В помёте от 3 до 15 новорождённых, как правило, 7. Беременность длится около 10 месяцев. Самку могут оплодотворить два и более самца. Роды происходят в августе — сентябре (в Средиземном море) и сентябре — октябре (на Мадагаскаре). Длина новорождённых составляет 70—90 см. Самцы и самки достигают половой зрелости при длине тела около 2,2 м и 2,3 м соответственно. Средний возраст репродуктивно активных особей составляет 21 год.

## Взаимодействие с человеком
Хотя большеносые акулы достаточно крупны, чтобы представлять опасность, они редко контактируют с людьми, поскольку предпочитают оставаться на глубине. Иногда они случайно попадаются в жаберные сети и при ярусном лове тунцов. Их регулярно добывают в водах Кубы для производства рыбьего жира, кожи и рыбной муки. В некоторых регионах, например, в Юго-Восточной Азии, мясо этих акул употребляют в пищу, а плавники, которые используют для приготовления супа из акульих плавников, экспортируют. В США и Австралии добыча Carcharhinus altimus запрещена с 2007 года. Данных для оценки статуса сохранности данного вида Международным союзом охраны природы недостаточно. Считается, что сохранность этого вида акул вызывает беспокойство, учитывая медленную скорость репродукции и его обширную добычу. Существуют доказательства того, что в последнее время его численность на Мальдивских островах снизились. Кроме того, большая часть прилова Carcharhinus altimus происходит в международных водах, где они становятся добычей нескольких рыболовецких компаний. С 1995 года ООН в рамках «Соглашения о сохранении и рациональном использовании трансграничных рыбных запасов и запасов далеко мигрирующих рыб» включил этот вид в список «далеко мигрирующих видов», но пока это не привело к принятию значительных мер по его сохранению. На региональном уровне МСОП присвоил Carcharhinus altimus статус «Близкий к уязвимому положению» (NT) в северо-западной части Атлантического океана. В Австралийских водах этому виду присвоен статус «Вызывающий наименьшие опасения», поскольку там он не подвергается существенной угрозе.